# Macheon-dong
Macheon-dong (koreanska: 마천동)  är en stadsdel i Sydkoreas  huvudstad Seoul. Den ligger i den sydöstra delen av staden i stadsdistriktet Songpa-gu.

## Indelning
Administrativt är Macheon-dong indelat i:
| Namn    | Namn               | Yta km² | Invånare 31 dec 2020 |
| ------- | ------------------ | ------- | -------------------- |
| 마천1동 | Macheon 1(il)-dong | 0,6     | 19 909               |
| 마천2동 | Macheon 2(i)-dong  | 0,9     | 19 719               |